# 埃讷里 (海地)
埃讷里（法語：Ennery，發音：[ɛnʁi] ⓘ）是海地阿蒂博尼特省戈納伊夫區的市镇，总面积216.89平方千米，2015年人口51221。